# Nicodem de Centòripa
Nicodem (en grec antic: Νικόδημος, Nikódemos, llatí: Nicodemus) fou un tirà de la localitat de Centòripa, a Sicília, ciutat situada al nord-est de Catana, al peu mateix de l'Etna.
Fou expulsat del poder local per Timoleont el 339 aC. L'esmenta Diodor de Sicília (XVI, 82).